# حسيكة إكمانية
حسيكة إكمانية (الاسم العلمي:Bidens ekmanii) هي نوع من النباتات تتبع جنس الحسيكة من الفصيلة النجمية.